# Godziesze Wielkie
Pour la commune, voir Godziesze Wielkie (gmina).
Godziesze Wielkie est une localité polonaise, siège de la gmina de Godziesze Wielkie, située dans le powiat de Kalisz en voïvodie de Grande-Pologne.